# Contes ensorcelés
Contes ensorcelés (P'tites sorcières dans sa version amateur) est un jeu de rôle sur table pour enfants créé par Antoine Bauza et publié en 2005 par les éditions Le 7e Cercle. Il propose de jouer de jeunes sorcières et de jeunes sorciers dans un univers de fantasy légèrement humoristique inspiré des contes. Cet univers, qui prend la forme d'une planète en forme de disque, est appelé le Pièce-monde.

## Histoire éditoriale
Le jeu naît sous la forme d'un jeu de rôle amateur titré P'tites sorcières, qu'Antoine Bauza publie sur un site Internet dédié, en téléchargement gratuit, en 2001. Le jeu connaît ensuite une version professionnelle titrée Contes ensorcelés, qui est éditée par 7ème Cercle en septembre 2005, dans la collection Aventures merveilleuses. La version amateur est restée disponible en ligne après la parution de la version professionnelle, les contenus des deux jeux étant en partie différents. Contes ensorcelés a été édité en anglais en 2013 par Crafty Games. Il a été réédité en français en 2014

## Les règles

### Contes ensorcelés
Les personnages sont définis par trois caractéristiques : le corps, le cœur et les méninges. Chaque caractéristique peut avoir trois niveaux : pas terrible, moyen ou fort.
À la création, le personnage aura une caractéristique pas terrible, une moyenne et une forte, la répartition étant au choix du joueur.
Lorsque le personnage tente une action incertaine, le conteur (meneur de jeu) choisit la caractéristique s'y rapportant, et un niveau de difficulté parmi cinq (de fastoche à abracadabrant). Une table de résolution, appelée la « P'tite table », donne un seuil (nombre de 3 à 10) associé au niveau de la caractéristique et au niveau de difficulté ; l'action réussit si le joueur fait un score égal ou supérieur à ce seuil en jetant deux dés à six faces (2d6). Un 2 (double-un) est une catastrophe, un 12 (double-six) est un coup de maître.

### P'tites sorcières
Le personnage ainsi que son familier possèdent plus ou moins les mêmes caractéristiques. Les compétences générales et de sorcellerie sont chiffrées. Des adjectifs caractérisent les cinq attributs (méninges, corps, cœur, débrouille et créativité) du personnage ou du familier, se déclinant de mauvais à excellent.
Il faut réussir un jet de difficulté à l'aide de dés à six faces (leur nombre varie en fonction du niveau de l'attribut), le résultat doit être supérieur à un seuil dépendant de la difficulté. Si le personnage peut utiliser une compétence, alors ce score de compétence peut remplacer le résultat des dés sauf en cas de double-un qui indique toujours une catastrophe.
Les compétences de sorcellerie des p'tites sorcières sont les suivantes :
- alchimie, qui permet de créer des potions magiques,
- enchantement, l'art des charmes et de la transmutation,
- tradition, qui a trait aux traditions et aux connais sances magiques,
- divination, qui permet de connaître le pas sé, le présent et le futur,
- complicité, qui représente la complicité de la P'tite sorcière avec son compagnon,
- balotage, qui permet de piloter les balais.

Le familier possède quant à lui des pouvoirs qu'il peut choisir.
Dans P'tites sorcières, les combats sont rares et en tout cas jamais mortels, un personnage est simplement hors bagarre s'il est touché trois fois ; le MJ peut décider que le personnage est blessé, ce qui lui inflige un malus pour réussir ses actions. L'initiative est déterminée par le plus haut score de débrouille. Pour le combat, on utilise corps avec la compétence bagarre pour un combat à mains nues ou avec un objet, avec la compétence lancer pour un combat à distance. Une personne touchée peut tenter d'esquiver par un jet de corps/bagarre et de fuir avec corps/course.
Des points d'expérience permettent de progresser dans compétences générales ou de sorcellerie possédées ou d'apprendre nouvelle compétence, comme on ajoute une nouvelle corde à son arc.

## Le Pièce-monde
Le Pièce-monde est une planète en forme de pièce de monnaie, un cylindre aplati. Les deux faces sont habitées ; elles sont l'image l'une de l'autre. Elles sont occupées par une mer avec des archipels :
- côté Pile : Archipel des Steppes (Nord), Archipel des Plumes (Ouest), Archipel des Sourires (centre), Archipel des Bambous (Est) et Archipel des Sables (Sud) ;
- côté Face : Archipel des Frissons (Nord), Archipel des Ossements (Ouest), Archipel des Soupirs (centre), Archipel des Landes (Est) et Archipel des Rocs (Sud).